# Liste der Bodendenkmäler in Alpen (Niederrhein)
Die Liste der Bodendenkmäler in Alpen enthält die denkmalgeschützten unterirdischen baulichen Anlagen, Reste oberirdischer baulicher Anlagen, Zeugnisse tierischen und pflanzlichen Lebens und paläontologischen Reste auf dem Gebiet der Gemeinde Alpen im Kreis Wesel in Nordrhein-Westfalen (Stand: Oktober 2020). Diese Bodendenkmäler sind in Teil B der Denkmalliste der Gemeinde Alpen eingetragen; Grundlage für die Aufnahme ist das Denkmalschutzgesetz Nordrhein-Westfalen (DSchG NRW).
| Bild           | Bezeichnung                    | Lage                         | Beschreibung | Bauzeit | Eingetragen seit | Denkmal- nummer |
| -------------- | ------------------------------ | ---------------------------- | ------------ | ------- | ---------------- | --------------- |
|                | Landwehr                       | Veen Menzeler Heide          |              |         |                  | 11              |
|                | Landwehr                       | Veen                         |              |         |                  | 12              |
|                | Hügel                          | Veen Hoppenheide/Kaninenberg |              |         |                  | 13              |
|                | Landwehr                       | Veen Wagekämpfe              |              |         |                  | 16              |
|                | Landwehr mit Schanze           | Veen                         |              |         |                  | 17b             |
|                | Landwehr                       | Veen Haagschenhof            |              |         |                  | 17c             |
|                | Landwehr                       | Veen Großer Tönnis           |              |         |                  | 17d             |
|                | Landwehr                       | Veen                         |              |         |                  | 17e             |
|                | Landwehr                       | Huck Alpener Busch           |              |         |                  | 25              |
| weitere Bilder | Motte Alte Burg, Altes Kastell | Alpen Karte                  |              |         |                  | 26              |
|                | Niederungsburg Haus Loo        | Bönning                      |              |         |                  | 27              |
|                | Abschnittswall Altes Kastell   | Alpen/Bönninghardt           |              |         |                  | 38              |
|                | Brunnen                        | Huck                         |              |         |                  | 39              |
|                | Römische Übungslager           | Winnenthal                   |              |         |                  | WES 173         |
|                | Römische Übungslager           | Veen                         |              |         |                  | WES 198         |
|                | Römische Übungslager           | Menzelen                     |              |         |                  | WES 199         |